# Verneuil-sur-Indre
Verneuil-sur-Indre é uma comuna francesa na região administrativa do Centro, no departamento Indre-et-Loire. Estende-se por uma área de 38,5 km². Em 2010 a comuna tinha 499 habitantes (densidade: 13 hab./km²).